# 佩德罗雷吉斯
佩德罗雷吉斯是巴西帕拉伊巴州的一个市镇。总面积73.362平方公里，总人口4943人，人口密度67.4人/平方公里。